# Diesdorf
Diesdorf település Németországban, azon belül Szász-Anhalt tartományban. Lakosainak száma 2249 fő (2023. december 31.). Diesdorf Rohrberg és Dähre községekkel határos.

## Népesség
A település népességének változása:
| Lakosok száma | 2340 | 2340 | 2292 | 2267 | 2249 |
|               | 2017 | 2019 | 2021 | 2022 | 2023 |